# Шилово (Великолукский район)
Шилово — деревня в Великолукском районе Псковской области России. Входит в состав сельского поселения «Черпесская волость».
Расположена на севере района, в 45 км (или в 67 км по дорогам) к северу от райцентра Великие Луки, в 9 км к северо-востоку от волостного центра, деревни Черпесса и в 2 км к востоку от деревни Бор.
Деревня находится на холме высотностью в 106 метров над уровнем моря. В 2 км к востоку от неё протекает река Малая Смата — приток Большой Смоты, впадающей в Ловать.
Численность населения деревни по состоянию на 2000 год составила 7 жителей, на 2010 год — 1 житель.